# Aeroporto de Agadir Al Massira
O Aeroporto Internacional de Agadir Al Massira-Marrocos (IATA: AGA, ICAO: GMAD) situa-se em Marrocos, na cidade de Inezgane-Aït Melloul, região de Souss-Massa-Drâa, 25 km ao sul do centro de Agadir. Inaugurado em 1956, é operado pela agência marroquina Aeroportuária ONDA e possui uma elevação de 69 metros em relação ao nível do mar.
Em 2007, o aeroporto atendeu cerca de 1 500 000 passageiros. Nos últimos anos, Agadir tem passado por um crescimento turístico exponencial com a criação de novas rotas, incluindo como destinos o Reino Unido e a Irlanda. Existe um acordo para criar um novo terminal, o terminal 2, possibilitando mais oportunidades de emprego para a população. A pista, em orientação 10/28, tem 3 500 metros de comprimento, possibilitando a aterrissagem de aviões com o tamanho semelhante ao do Airbus A310. O espaço de estacionamento é de 180 000 m², podendo abrigar simultaneamente 240 aeronaves com a envergadura do Airbus A310.

## Segunda Guerra Mundial
Durante a Segunda Guerra Mundial, o aeroporto teve grande importância, pois foi usado pela Brigada aerotransportada do exército dos Estados Unidos como base de operações para carga, aviões e pessoal em trânsito. Foi importante como parada técnica na rota para Marraquexe ou para Dakhla, próximo de Villa Cisneros no Norte da África. Além de uma conexão aérea para Atar, transportava cargas e passageiros.